# Kůrovcové info
Kůrovcové info je projekt vydavatelství a nakladatelství Lesnická práce a Lesní ochranné služby Výzkumného ústavu lesního hospodářství a myslivosti, v. v. i., který je zaměřen na monitoring a sdílení informací o průběhu rojení významných lesních hmyzích škůdců - lýkožrouta smrkového (Ips typographus), lýkožrouta lesklého (Pityogenes chalcographus), lýkožrouta severského (Ips duplicatus) a chroustů (Melolontha ssp.) v různých nadmořských výškách v různých lokalitách České republiky. Jeho podstatou je webová aplikace umožňující v reálném čase sdílet informace o rojení škůdců. Je službou vlastníkům a správcům lesů v ČR i platformou pro další zkoumání bionomie hmyzích škůdců, především lýkožrouta smrkového.
Dobrovolní respondenti z řad provozních lesníků ze státních podniků Lesy České republiky, Vojenské lesy a statky, z národních parků, církevních, soukromých i obecních lesů zveřejňují během jara a léta každý týden odchyty těchto škůdců do speciálních pastí – feromonových či světelných lapačů, a sledují tak intenzitu rojení brouků. Výstupem projektu je mapa s přehledem situace v jednotlivých oblastech republiky a grafy vývoje rojení na jednotlivých sledovaných místech.
Webová aplikace vznikla v roce 2016, kdy reagovala na předpokládaný zvýšený výskyt kůrovců v důsledku oslabení porostů suchem.  